# 1805 Dirikis
1805 Dirikis (1970 GD) là một tiểu hành tinh vành đai chính được phát hiện ngày 1 tháng 4 năm 1970 bởi Chernykh, L. ở Nauchnyj.